# فحل (اسم)
فحل هو اسم علم مذكر من أصل عربي، ومعناه هو الذكر من كل حيوان، الكريم النجي بذكر النحل، والفحل صفة للشاعر المبدع.

## وصلات خارجية
- موسوعة السلطان قابوس لأسماء العرب نسخة محفوظة 5 أبريل 2019 على موقع واي باك مشين.